# Sarmizegethusa
Sarmizegethusa (Ulpia Traiana Sarmizegetusa, Ζαρμιζεγέθουσα) fou una ciutat romana de Dàcia a la vora del riu, que va ser capital de la província que no s'ha de confondre amb Sarmizegetusa Regia, capital dels dacis i situada uns 40 quilòmetres a l'est.